# Nauka o organizacji
Nauka o organizacji lub teoria organizacji (ang. organizational studies lub organizational science) – dyscyplina naukowa zajmująca się zbiorowym, zorganizowanym działaniem ludzi, której przedmiotem badań są organizacje. Jest to subdyscyplina w ramach nauk o zarządzaniu, choć w swojej naturze jest interdyscyplinarna czerpiąc głównie z socjologii oraz psychologii społecznej.